# Пеше, Маттьё
Маттьё́ Пеше́ (фр. Matthieu Péché; род. 7 октября 1987, Эпиналь) — французский гребец-слаломист, участник летних Олимпийских игр 2012 года, четырёхкратный чемпион мира в командных соревнованиях, чемпион Европы 2013 года.

## Спортивная биография
Заниматься гребным слаломом Пеше начал в восемь лет. На протяжении всей карьеры Маттьё выступает в каноэ-двойках вместе со своим другом детства Готье Клауссом. В 2006 году Маттьё и Готье впервые выступили на этапе Кубка мира. В 2010 году французская двойка впервые завоевала звание чемпиона мира, став первыми в командных соревнованиях. По итогам турнира двоек Пеше и Клаусс заняли высокое 5-е место. 2011 год стал для французских гребцов очень удачным. На счету Пеше и Клаусса победа на этапе Кубка мира во французском Л’Аржантьер-ла-Бессе и общее второе место по итогам всего сезона. Также они вновь стали чемпионами мира в команде, а в двойках заняли лишь 12-е место.
На летних Олимпийских играх 2012 года в Лондоне французы до последнего момента претендовали на медали в соревнованиях каноэ-двоек. После предварительного раунда Пеше и Клаусс шли на первом месте. На полуфинальном этапе им удалось пройти трассу без штрафа, но показали не самое лучшее время и в итоге стали третьими, что позволило им уверенно пройти в финал. В решающем раунде французы имели все шансы завоевать бронзовую медаль, но два штрафных балла отбросили Маттьё и Готье на 4-е место в итоговой таблице.
В 2013 году французская двойка одержала победы на трёх этапах мирового Кубка и с большим отрывом одержала победу в общем зачёте. Также в этом году по итогам командных соревнованиях Маттьё и Готье впервые стали чемпионами Европы. На чемпионате мира 2014 года Пеше и Клаусс завоевали свою третью золотую медаль в командных соревнованиях, а в личном первенстве французы остались на 6-м месте. В 2015 году Маттьё и Готье впервые смогли увезти с мирового первенства сразу две медали. Французы в очередной раз стали первыми в командном турнире, а в соревнованиях каноэ-двоек они завоевали бронзовую медаль. По итогам 2015 года Пеше и Клаусс во второй раз стали победителями общего зачёта Кубка мира.

## Личная жизнь
- Пеше работает менеджером по коммерческим проектам в SNCF.
- 5 июня 2019 года стал менеджером состава киберспортивной организации Team Vitality в дисциплине Counter-Strike: Global Offensive.